# 塔耶方丹
塔耶方丹（法語：Taillefontaine，法語發音：[tajfɔ̃tɛn]）是法国上法蘭西大區埃纳省的一个市镇，属于苏瓦松区。

## 地理
塔耶方丹（49°18'41"N, 3°2'33"E）面积10.63 平方千米，位于法国上法蘭西大區埃纳省，该省份为法国北部内陆省份，北起北部省，西接索姆省和瓦兹省，东临阿登省和马恩省，西南至塞纳-马恩省，东北部与比利时接壤。
与塔耶方丹接壤的市镇（或旧市镇、城区）包括：阿拉蒙、莫特方丹、勒特伊、维维耶尔。

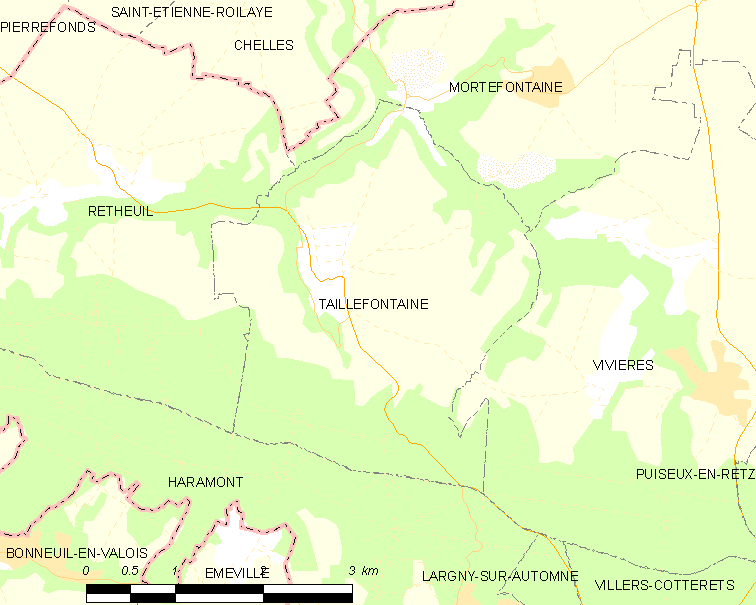
塔耶方丹的OSM定位图

塔耶方丹的时区为UTC+01:00、UTC+02:00（夏令时）。

## 行政
塔耶方丹的邮政编码为02600，INSEE市镇编码为02734。

## 政治
塔耶方丹所属的省级选区为维莱科特雷县。

## 人口

1962-2008年间塔耶方丹人口变化图示

塔耶方丹于2022年1月1日时的人口数量为262人。